# James D. Hallen
James D. Hallen alias C.V. Lord. Agente de William J. Burns National Detective Agency de Nueva York. En marzo de 1911 trabajaba al servicio de la embajada de México en Estados Unidos, investigando las actividades de los revolucionarios maderistas en Washington. Arrestado el 16 de marzo de ese año, bajo la acusación de intento de robo de documentos importantes relacionados con los planes de los revolucionarios maderistas en las oficinas de Hopkins and Hopkins, consejeros legales de estos; la embajada negó conocerlo. Según The Washington Times y The Washington Post, del 17 de marzo, al intentar apoderarse de esos documentos para hacerlos llegar a Díaz fue arrestado por los detectives Howlett y Pratt. hallen había estado en prisión duranto ocho años en Sing Sing, por falsificación de documentos de la señora Frances Caldwell, en junio de 1898. Autor en 1907 de otro fraude al vender armas y municiones al gobierno nicaragüense, a través de su cónsul en Nueva Orleáns, Louisiana, Ramón Echazerreta, por la cantidad de 24 mil dólares; entregó al cónsul cajas que sólo contenían unos cuantos rifles y gran cantidad de desperdicios de cobre. El 2 de febrero de 1911 se le arrestó nuevamente en Nueva York, bajo el cargo de robo de diamantes. Según Sherbourne G. Hopkins, Hallen contaba con muchos aliados, entre ellos sobresalían C.E. Thompson, E.C. Sullivan, Charles Lord y J.D. Hayne. En 1922 es deportado y expulsado de México a los Estados Unidos.